# J. B. Lenoir
J. B. Lenoir (Tilton, Mississippi, 5 de Março de 1929 – Urbana, Illinois, 29 de Abril de 1967), americano, foi um violonista, cantor e compositor. Durante o início da década de 1940 Lenoir trabalhou com outros blueseiros como Sonny Boy Williamson e Elmore James em Nova Orleans, Louisiana. Em 1949, Lenoir mudou-se para Chicago e começou a se apresentar em clubes locais com grandes personalidades do blues como Memphis Minnie, Big Maceo e Muddy Waters. Durante a década de 1950 Lenoir trabalhou para diversas gravadoras da região de Chicago tais como Chess, JOB, Parrot e Checker.
Em 29 de Abril de 1967 em Urbana, Illinois, J. B. Lenoir morreu vítima de um ataque cardíaco relacionado a ferimentos que sofreu em um acidente de carro cerca de três semanas antes.
A obra e vida de J.B. Lenoir foi abordada na série de documentários sobre blues produzida por Martin Scorsese. A série de documentários se chama The Blues e o filme em questão tem o título The soul of a man, dirigido por Wim Wenders.